# Giuseppe Speroni
Giuseppe Speroni (Varese, 1º aprile 1825 – Varese, 1º agosto 1914) è stato un ingegnere e politico italiano.